# Funkzauber
Funkzauber ist ein deutscher Stummfilm von Richard Oswald aus dem Jahre 1927 mit Werner Krauß in der Hauptrolle. Die Stummfilmdiva der 1910er Jahre Fern Andra gab hier ihre Abschiedsvorstellung in einer deutschen Produktion und kehrte anschließend über Großbritannien in die USA heim.

## Handlung
Theophil Schimmelpfennig ist ein radiobegeisterter Kauz, der dem vor kurzem erst aus der Taufe gehobenen Rundfunk mit Haut und Haar verfallen ist. Alle Reportagen und sämtliche Übertragungen hört er sich mit großer Begeisterung an, sodass man ihn überall nur noch spöttisch den „Funkaugust“ nennt. In seinem Privatleben hat es ihm die Stenotypistin Gerda Reiner angetan, in die er sich schlagartig verliebt. Doch er hat mächtige Konkurrenz in Gestalt des ebenso eleganten wie aalglatten Herrn Haßdorf, der Gerda unbedingt heiraten möchte. Deren Mutter wiederum hat ein Auge auf den selbsternannten Erfinder geworfen. Gerdas Herz gehört jedoch dem stillen Georg Lenz, einem feinen Charakter. Als der „feine“ Herr Haßdorf mithilfe des Rundfunks wegen diverser Betrügereien verhaftet wird, will Theophil, der „Funkaugust“, Gerda seine große Liebe gestehen. Doch der brave Georg ist es, der schließlich seine Gerda heimführen wird, und Funkaugust muss einsehen, dass er sich umorientieren muss.

## Produktionsnotizen
Funkzauber, gelegentlich mit dem Untertitel Ein Volksstück von der Liebe und des Rundfunks Wellen versehen, entstand im Juli/August 1927 in den Efa-Ateliers. Die Produktion passierte am 22. September 1927 die Filmzensur. Die Uraufführung des Sechsakters mit einer Länge von 2486 Metern, de facto eine Werbeproduktion für das sich allmählich etablierende Radio, erfolgte am 30. September 1927 im Phoebus-Palast zur Eröffnung der Berliner Funkausstellung. Der Streifen war für die Jugend freigegeben.
Die Filmbauten entwarfen Gustav A. Knauer und Willy Schiller, die Zwischentitel verfasste Paul Morgan.

## Kritik
Die Österreichische Film-Zeitung schrieb: „Amüsant der Oswald-Film ‚Funkzauber‘. Das ist ein Spielfilm mit Belehrungen, die man sich gern gefallen läßt. Alfred Braun … tritt persönlich auf und führt den funkbegeisterten Werner Krauss in die Welt der stiebenden Funken ein. (…) Richard Oswald hat in diesem Film seine beste Arbeit der letzten Jahre geliefert.“